# System Band
 (mars 2016).
Si vous disposez d'ouvrages ou d'articles de référence ou si vous connaissez des sites web de qualité traitant du thème abordé ici, merci de compléter l'article en donnant les références utiles à sa vérifiabilité et en les liant à la section « Notes et références ».
System Band est un groupe de musique haïtien créé en 1980 à l’initiative d’anciens membres du groupe Les Frères Déjean.
Après une vingtaine d’albums, et un grand nombre de chansons à succès à son actif, le groupe s’est séparé en 2011. À la suite de l'annonce par Isnard Douby de leur retour en 2014, le groupe revient sous le nom de System Band #1 en juin 2015, et signe son retour avec la sortie de l'album Nou Pa Pè.
Mené par le leader et chanteur Isnard Douby, le groupe est composé de James Douze et Darbens Chery, également au chant, ainsi que Reginald Benjamin, Lucien Ceran et Martial Bigaud, Ronald Smith, Jean Maurice Mathurin, Ernst Vincent "Tines" et David Salvatore Rizza, Rody Apollon.

## Carrière

### Débuts et parcours
System Band naît en 1980, créé par Isnard Douby et Harold Joseph, anciens chanteurs des Frères Dejean, ils s’entourent de musiciens qui constitueront le noyau dur de System Band : Ernst Vincent dit Tines à la basse, Reginald Benjamin et Ronald Smith à la guitare, Martial Bigaud aux congas, Fritz Frédéric Ti Mitou au chant et aux percussions, Jean Maurice Mathurin à la batterie et Lucien Ceran au saxophone. À ceux-ci s’ajoutent les chanteurs Darbens Chery et James Douze, David Rizza Salvatore et Rody Apollon, également membres de System Band #1.
Le groupe est depuis sa création, un acteur incontournable de la musique Konpa. Mené par Isnard Douby, System band est auteur d’un grand nombre de hits, devenus aujourd’hui des titres références du répertoire musicale haïtien et caribéen.
Le premier succès est Complainte extrait de l’album Bam Passé en 1980, une composition d’Isnard Douby et Harold Joseph, aussitôt adoptée par les fans. En 1982, le duo Douby-Harold réitère avec le titre Chagrin d’amour, une chanson d’amour qui permet à System Band de ravir une nouvelle fois ses fans. Cette année 82 voit aussi l’arrivée de Marc Chevalier au poste de nouveau manager du groupe, événement qui chamboule sensiblement l’industrie du Konpa. Puis vient le titre Vacances en 1983, qui deviendra un classique synonyme de vacances, détente et amusement. Pa Pile extrait du même album est une composition d’Isnard Douby qui permet à System Band d’introduire le son groove Kitel maché dans l’industrie du Konpa.
En 1988, System Band fait la connaissance du grand compositeur Michel-Ange Bazile, une rencontre qui influencera profondément l’évolution du groupe. Les compositions de Michel Ange Bazile plaisent instantanément à Isnard Douby, le groupe passe alors au niveau supérieur avec des titres beaucoup plus forts, et des textes profondément influencés par les évènements qui marquent la population haïtienne. On pourra prendre l’exemple du morceau Move Souvni en 1989, inspiré par le décès du claviériste Jean-Baptiste Édouard qui marqua considérablement les fans. On pensera également au titre Fierté Nationale en 1991, composé à l'occasion des Élections générales haïtiennes de 1990-1991 en Haïti, premières consultations électorales véritablement démocratiques dans le pays. La musique de System Band devient dès lors plus personnelle et de plus en plus marquée par ses racines haïtiennes. Ce tournant musicale plaît aux fans et au public qui répond présent.
System Band est à l'origine d'un grand nombre de hits de la musique Konpa. Différents membres du groupes seront à l’origine de ces compositions à succès. On pourra commencer par Reginald Benjamin, la touche groove de System Band, auteur de titres tels que Anita en 1986, connu pour son mémorable groove de guitare (dont le public tomba amoureux aussitôt), mais également Ou pa kampe sou ayin deux ans plus tard, qui amène un nouveau style de Konpa. En 1992, sort le romantique (titre) rencontre inoubliable, suivi de Moun Mélé en 1993.
Le guitariste Ronald Smith sera également l’auteur de quelques hits. Bam Pase, Innocent en 1986, Dom Laj’ en 1993 ou encore Ou fe’m rele, autant de hits qui auront marqué le répertoire de System band.
On comptera également Michel Blaise, qui rejoint System Band en 1994. Musicien polyvalent, il peut passer de la batterie aux percussions, en passant par le chant ou les congas. Il est également compositeur de nombreux succès tels que Beeper, titre de l'album Koté'm yé la-a sur lequel on peut également trouver le fameux titre AVEG de Michel-Ange Bazile. À ce premier morceau, s'ajoute Viagra en 1999 et Baton Moïse en 2001.
Fritz Bernard Frédéric aka Ti Mitou rejoint System Band en 1981, et participe à tous les albums du groupe non seulement en tant que percussionniste mais aussi en tant que chanteur à partir de 1983, année du titre Systemania dans lequel Ti Mitou chante la mélodie accompagné du clavier. Il est la voix de quelques hits de System Band, des titres tels que La Vie, Ou Sou Bloff, Toujou Zanmi, composés par Lucien Céran, ou encore le morceau Rele Sou Ko Ou composé par Ernst Vincent (Tines). En 2001, il doit malheureusement cesser toutes prestations sur scène pour raison médicale et meurt le 21 février 2007.
System Band n’hésite pas à dépeindre la société haïtienne dans sa musique, ou à être présent lors des évènements qui rythment la vie haïtienne. On prendra l’exemple du titre Ou Trompe’m en 1987, devenu emblématique lors des élections. Diffusée par toutes les radios du pays, la chanson devint le symbole du mécontentement et de la déception du peuple, vis-à-vis du gouvernement haïtien. Dans le même esprit, le groupe se montre présent pour soutenir la population, quand en 2004 Haïti subit les ravages de l’ouragan Jeanne. Il en sera de même en 2010, lors de l’important séisme qui secoue l’île, System Band est là parmi les siens, il en résultera la chanson intitulée Goudou Goudou.
D’autres morceaux tels que Loulou en 1988, composé par le bassiste Ernst Vincent, apportent de nouveaux termes au vocabulaire créole haïtien. Dans le cas de Loulou, il s’agit d’un mot employé pour désigner un homme quitté par sa femme, séduite par un autre. On pourra prendre également l’exemple du titre composé par Michel-Ange Bazile : Cesar en 1990, à la suite duquel de nombreux haïtiens ont commencé à employer le terme comme synonyme d’argent.

### Séparation et retour
En 2011, System Band sort l’album Se Nou’k Kon’n Fè’l, composé de 12 titres entraînants, sur lesquels l’on peut découvrir deux nouveaux chanteurs : Nido Noel et James Douze. Après une séparation de quelques années pour des raisons administratives, en 2014 Isnard Douby annonce le retour du groupe. Leur première prestation se fait lors d'un concert avec Tabou Combo à New York, suivi d'un grand bal à Miami en juin 2014. En mars 2015 ils reviennent sous le nom de System Band #1 avec l’album Nou pa pè, comportant 12 titres, enregistré au Final Mix Studio et produit par Ernst Vincent, Jocel Almeus et Darbens Chéry. Les chansons de ce disques sont écrites par Ernst Vincent, Jocel Almeus, Darbens Chéry, Saubner Thomas, Michel-Ange Bazile, Emmanuel Tuffet, Marc Lubin, Ronald Smith, Mario Michel, Dély François et Réginald Benjamin,.

## Musique et identité

### Un ambassadeur de la culture haïtienne
System Band est un des groupes références de la musique haïtienne, musique dont ils sont jusqu’à présent les ambassadeurs dans le monde. Ils se produisent dans de nombreux endroits, on pourra citer le Zénith à Paris en 1998 et 1999, le Lincoln Center for the Performing Arts, le DeWitt Clinton Park et la Boys and Girls High School à New York. Le groupe a également partagé l’affiche, et ce à de maintes reprises, avec des grands noms de la musique tels que Kassav au Ritz Theatre en 1992, ou encore Mighty Sparrow (en) et Queen Latifah, devant un public de près de 100 000 de spectateurs de toutes origines.
Dans d’autres occasions, ils se sont également illustrés dans des genres musicaux différents tels que la soul, le Jazz, le R&B ou la musique latine du continent américain. Ils ont notamment à leur actif quelques compositions de Soca, genre musical caribéen originaire de Trinidad.

### Style et spécificités
Le style du System Band est une modernisation du Konpa de Nemours Jean-Baptiste (en), caractérisée notamment par la création du groove sur la guitare accompagnée d'un son de chorus. La musique de System Band est un ensemble de mélodies entraînantes, marqué par la Musique Racine (Mizik Rasin) haïtienne mais également la Funk, musique américaine. Ces mélodies sont accompagnées d'une frappe ardente des percussions. System Band nomma ce style le Kompa Machiavel, expression désignant le son typique du groupe. Au delà de l'aspect musical, l'une des particularités du groupe est la création de slogans, des expressions ou phrases arrogantes, voire insolentes ou à l'inverse mélancoliques, tristes et bienveillantes.
Le bassiste Ernst Vincent Tines, a eu un rôle majeur dans la transformation du rythme Konpa, notamment en y introduisant les lignes de basse et le slapping et les triolets à la basse, des modernisations qui ont bouleversé le Kompa et la musique haïtienne.
System Band est l’un des groupes haïtiens ayant le plus contribué à la modernisation et à l’innovation dans le Konpa. Ils ont d’ailleurs été plusieurs fois reconnus et récompensés par un certain nombre de nominations (le Caribbean Music Award pour le titre Se ou’m vle) et de distinctions dont le Appollo’s Award for Excellence in the Performing Arts pour leur contribution au rayonnement de musique haïtienne, mais aussi le Haitian Music Award du meilleur groupe en 1997.

## Composition actuelle du groupe (System Band #1)
- Isnard Douby 1980-2021 (Chef d'orchestre et chant)[2]
- Darbens Chery (Chant)
- James Douze (Chant)
- Réginald Benjamin (Lead Guitare)
- Ernst Vincent Tinès (Guitare basse)
- Jean-Maurice Mathurin (Batterie)
- Martial Bigaud (Congas)
- David Rizza Salvatore  (Percussions)
- Rody Apollon (Clavier)
- Frantz Bellevue (Guitare accompagnement)
- Frantz Carries (Trombone)

### Musiciens ayant fait partie du System Band
- Harold Joseph (chant)
- Lesly Douby (chant)
- Alvarez Perez (chant)
- Sabrina Koljohnson (chant)
- Fritz Frédéric (chant et percussions)
- Jean Joel (chant)
- Dely François (chant)
- Nido Noël (chant)
- Paulette Célestin (chant)
- Gérald Balan (guitare)
- Ali Dieudonné (guitare)
- Claude Cajuste (guitare)
- René Pierre (guitare)
- Ronald Smith (guitare)
- Baptiste Édouard (claviériste)
- Kenny Legagneur (claviériste)
- Frantz Adeclat (claviériste)
- Richard Masse (claviériste)
- Wins Delmas (claviériste)
- Roody Delpe (claviériste)
- Jordanny Petitfrère (claviériste)
- Rigor Antenor (basse)
- Garry Legagneur (basse)
- Michel Delva (basse)
- Michel Blaise (batterie, percussions, chant)
- Shedly Abraham (batterie)
- Roger Laurent Maréchal Tito (tambour)
- Jean Vansky (cuivre)
- Phil Stockle (cuivre)
- Syd David Judah (cuivre)
- Paul Henegen (cuivre)
- Tom Mitchell (cuivre)
- Luckner Mede (cuivre)
- Gérard André (cuivre)
- Tony Borero (cuivre)
- Guito Gonzalez (cuivre)
- Albert Leusink (cuivre)
- Sam Hoyt (cuivre)
- Jonathan Powel (cuivre)
- John Walsh (cuivre)
- Jason Colby (cuivre)
- Larry Galispy (cuivre)
- Yvon Célestin (cuivre)
- Jean Carnes Duversaint (cuivre)
- Lucien Céran (saxophone)
- Fritz Bonheur (ingénieur du son)
- Fritz Pierre Louis (ingénieur du son)
- Carl Rosenthal (percussions)

## Discographie
- 1980 : Bam passe, LP
- 1981 : Gladia, LP
- 1982 : Ou Lague Ko ou, LP
- 1983 : Vacance, LP
- 1984 : Jacqout, LP
- 1986 : Anita, LP
- 1987 : Ou trompem, LP
- 1988 : Systemania, LP
- 1989 : Ti Anita, LP
- 1991 : Fierte Nationale, LP
- 1992 : Cesar, LP
- 1993 : Moun Mele, CD
- 1994 : Live Lot Dimensyon, CD
- 1995 : Kotem ye La, CD
- 1996 : Live, Feeling Bal, CD
- 1997 : Live Vol. 1, CD
- 1997 : Jan'l Passe 'l Passe, CD
- 1998 : CD Live, Kraze Beton
- 1999 : Live Assowsi, CD
- 1999 : Viagra, CD
- 2000 : Live, CD
- 2000 : Live Manman Pemba, CD
- 2000 : CD Live, Viagra
- 2001 : Baton Moïse, CD
- 2001 : CD Live, Baton Moïse
- 2004 : Cumberla'n, CD
- 2006 : CD Live, 2006
- 2007 : Nan Building Nan, CD
- 2008 : Best Live Ever, Chay Fanmi, CD
- 2009 : Dadalacious, CD
- 2010 : Album Live a Paris ,-09 /2010, CD
- 2011 : Se Nou 'K Kon'n Fel, CD
- 2015 : Nou Pa Pe, System Band #1
- 2015 : CD Live The Best Of # 1
- 2015 : CD Live The Best Of # 2
- 2015 : CD Live-Heavy Weight Forever